# Bisbat de Minas
El bisbat de Minas (llatí: Dioecesis Fodinensis) és una demarcació eclesiàstica de l'Uruguai sufragània de l'arquebisbat metropolità de Montevideo. El seu origen és del segle xx amb capital a la ciutat de Minas.

## Territori
El bisbat es correspon amb els territoris del departament de Lavalleja i dels municipis de Lascano, al departament de Rocha, i d'Aiguá, al departament de Maldonado.
La seu del bisbat és la ciutat de Minas, on es troba la catedral de la Mare de Déu de la Immaculada Concepció (castellà: Nuestra Señora de la Inmaculada Concepción).
El territori se subdivideix en 10 parròquies.

## Història
El bisbat de Minas va ser establert el 25 de juny de 1960, amb la butlla Cum venerabilis pel papa Joan XXIII, a partir del territori del bisbat de Melo.

## Bisbes destacats
- José Maria Cavallero † (9 de juliol de 1960 – 29 de maig de 1963)
- Edmondo Quaglia Martínez † (29 de maig de 1964 – 12 de juliol de 1976)
- Carlos Arturo Mullín Nocetti, S.J. † (3 de novembre de 1977 – 17 de març de 1985)
- Victor Gil Lechoza † (9 de novembre de 1985 – 21 de juny de 2001)
  - sede vacante (2001-2004)
- Francisco Domingo Barbosa Da Silveira (6 de març de 2004 – 1 de juliol de 2009)
- Jaime Rafael Fuentes, des del 16 d'octubre de 2010

## Estadístiques
Segons les dades del cens de 2006, el bisbat tenia una població aproximada de 71.100 habitants, 50.000 batejats, és a dir, el 70,3% del total.
| any  | població | població | població | sacerdots | sacerdots       | sacerdots       | sacerdots             | diàques | religiosos | religiosos | parroquies |
| ---- | -------- | -------- | -------- | --------- | --------------- | --------------- | --------------------- | ------- | ---------- | ---------- | ---------- |
| any  | batejats | total    | %        | total     | clergat secular | clergat regular | batejats por sacerdot | diàques | homes      | dones      |            |
| 1966 | ?        | 170.000  | ?        | 14        | 10              | 4               | ?                     |         |            |            | 8          |
| 1970 | 69.850   | 82.176   | 85,0     | 16        | 15              | 1               | 4.365                 |         | 7          | 30         | 8          |
| 1976 | 65.000   | 77.500   | 83,9     | 18        | 16              | 2               | 3.611                 |         | 5          | 26         | 8          |
| 1980 | 75.100   | 87.500   | 85,8     | 19        | 16              | 3               | 3.952                 |         | 6          | 36         | 9          |
| 1990 | 78.900   | 89.500   | 88,2     | 14        | 13              | 1               | 5.635                 | 1       | 6          | 27         | 10         |
| 1999 | 97.000   | 103.000  | 94,2     | 18        | 18              |                 | 5.388                 |         | 4          | 25         | 12         |
| 2000 | 98.400   | 104.500  | 94,2     | 16        | 16              |                 | 6.150                 |         | 4          | 23         | 12         |
| 2001 | 101.000  | 106.000  | 95,3     | 16        | 16              |                 | 6.312                 |         | 4          | 23         | 12         |
| 2002 | 57.000   | 71.100   | 80,2     | 14        | 13              | 1               | 4.071                 |         | 5          | 23         | 10         |
| 2003 | 57.000   | 71.100   | 80,2     | 14        | 13              | 1               | 4.071                 |         | 5          | 23         | 10         |
| 2004 | 50.000   | 71.100   | 70,3     | 14        | 13              | 1               | 3.571                 | 1       | 5          | 22         | 10         |